# Großer Preis von Singapur 2008
Der Große Preis von Singapur 2008 (offiziell 2008 Formula 1 SingTel Singapore Grand Prix) fand am 28. September auf dem Marina Bay Street Circuit in Singapur statt und war das 15. Rennen der Formel-1-Weltmeisterschaft 2008.

## Berichte

### Hintergrund
Nach dem Großen Preis von Italien führte Lewis Hamilton in der Fahrerwertung mit einem Punkt vor Felipe Massa und mit 14 Punkten vor Robert Kubica. In der Konstrukteurswertung führte Ferrari mit fünf Punkten vor McLaren-Mercedes und mit 17 Punkten vor BMW Sauber.
Es war die erste Austragung des Großen Preises von Singapur im Rahmen der Formel-1-Weltmeisterschaft und das 800. WM-Rennen. Einen Großen Preis von Singapur hatte es zuletzt 1973 gegeben, jedoch ohne WM-Status, so dass kein Sieger zu diesem Rennen antrat.

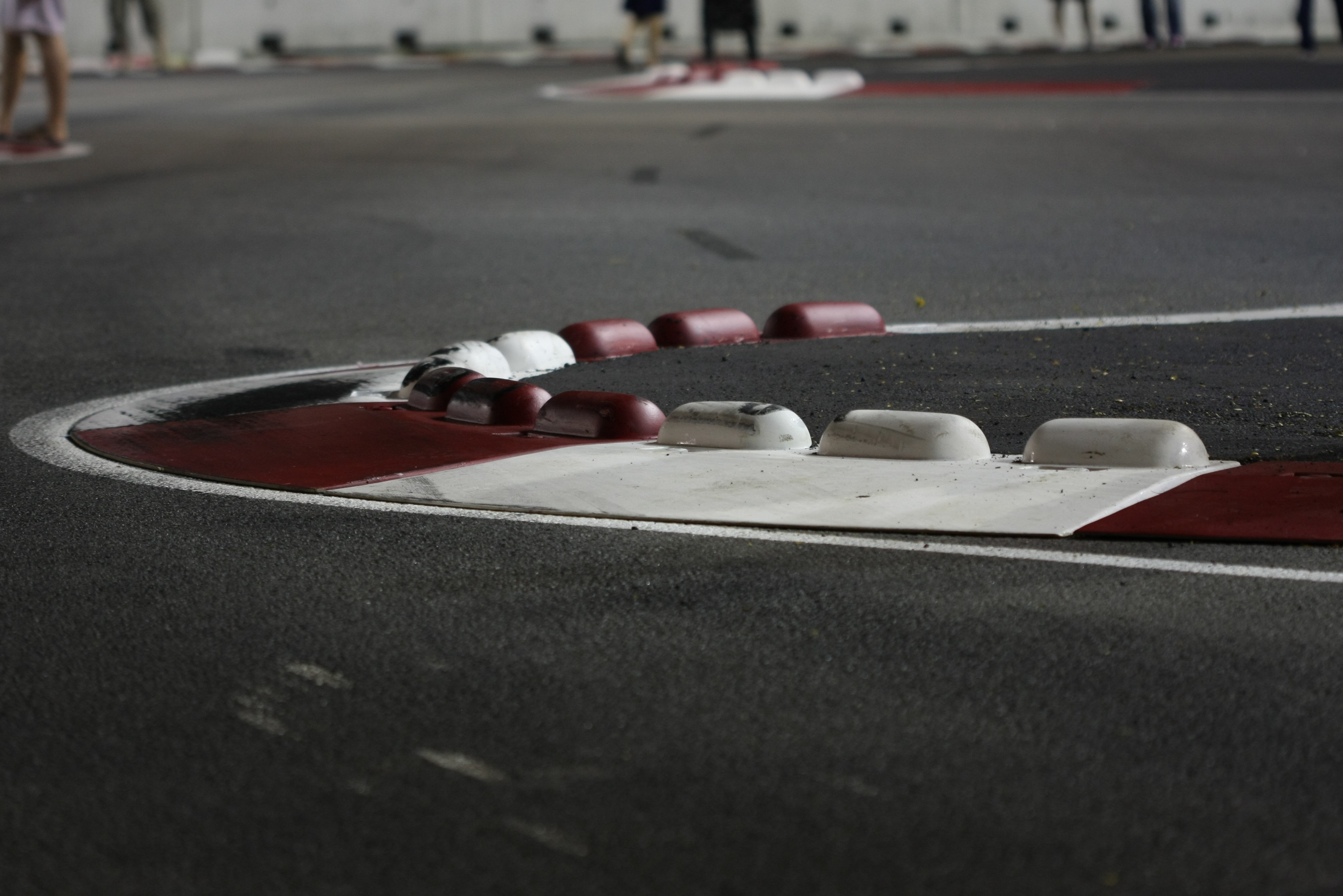
Die Kerbs in Kurve zehn

Gleichzeitig war es die erste Austragung eines Formel-1-Rennens als Nachtrennen unter Flutlicht. Die meisten Fahrer und Teams lobten die Strecke nach der Durchführung von Streckeninspektionen und den von den Streckenbehörden getroffenen Vorkehrungen. Es wurden allerdings Bedenken hinsichtlich hoher Unebenheiten an den Bordsteinen der Schikane in Kurve zehn geäußert. Es wurden auch Bedenken hinsichtlich der erforderlichen Sicherheitsmaßnahmen im Falle von Regen während des Rennens geäußert.

### Training
Im ersten freien Training setzte Hamilton mit 1:45,518 Minuten die Bestzeit, gefolgt von Massa und Kimi Räikkönen.
Im zweiten freien Training war Fernando Alonso mit 1:45,654 Minuten Schnellster vor Hamilton und Massa. Das zweite freie Training begann mit zweiminütiger Verspätung, da sich VIP-Gäste zu lange beim Pitwalk aufgehalten hatten.
Mit 1:44,506 Minuten war Alonso auch im dritten freien Training Schnellster vor Hamilton und Massa.

### Qualifikation
Das Qualifying bestand aus drei Teilen mit einer Nettolaufzeit von 45 Minuten. Im ersten Qualifying-Segment (Q1) hatten die Fahrer 18 Minuten Zeit, um sich für das Rennen zu qualifizieren. Die besten 15 Fahrer erreichten den nächsten Teil. Räikkönen war Schnellster. Die beiden Force-India-Piloten sowie Rubens Barrichello, Sébastien Bourdais und Nelson Piquet, jr. schieden aus. Giancarlo Fisichella blieb dabei aufgrund eines Unfalls ohne Zeit.
Der zweite Abschnitt (Q2) dauerte 15 Minuten. Die schnellsten zehn Piloten qualifizierten sich für den dritten Teil des Qualifyings. Massa war Schnellster. Die beiden Red-Bull-Piloten sowie Jenson Button und Jarno Trulli schieden aus. Alonso schied wegen eines technischen Defekts ohne Zeit aus.
Der letzte Abschnitt (Q3) ging über eine Zeit von zwölf Minuten, in denen die ersten zehn Startpositionen vergeben wurden. Massa fuhr die Bestzeit und sicherte sich so die 14. Pole-Position seiner Karriere. Ihm folgten Hamilton und Räikkönen auf den Plätzen zwei und drei.

### Rennen

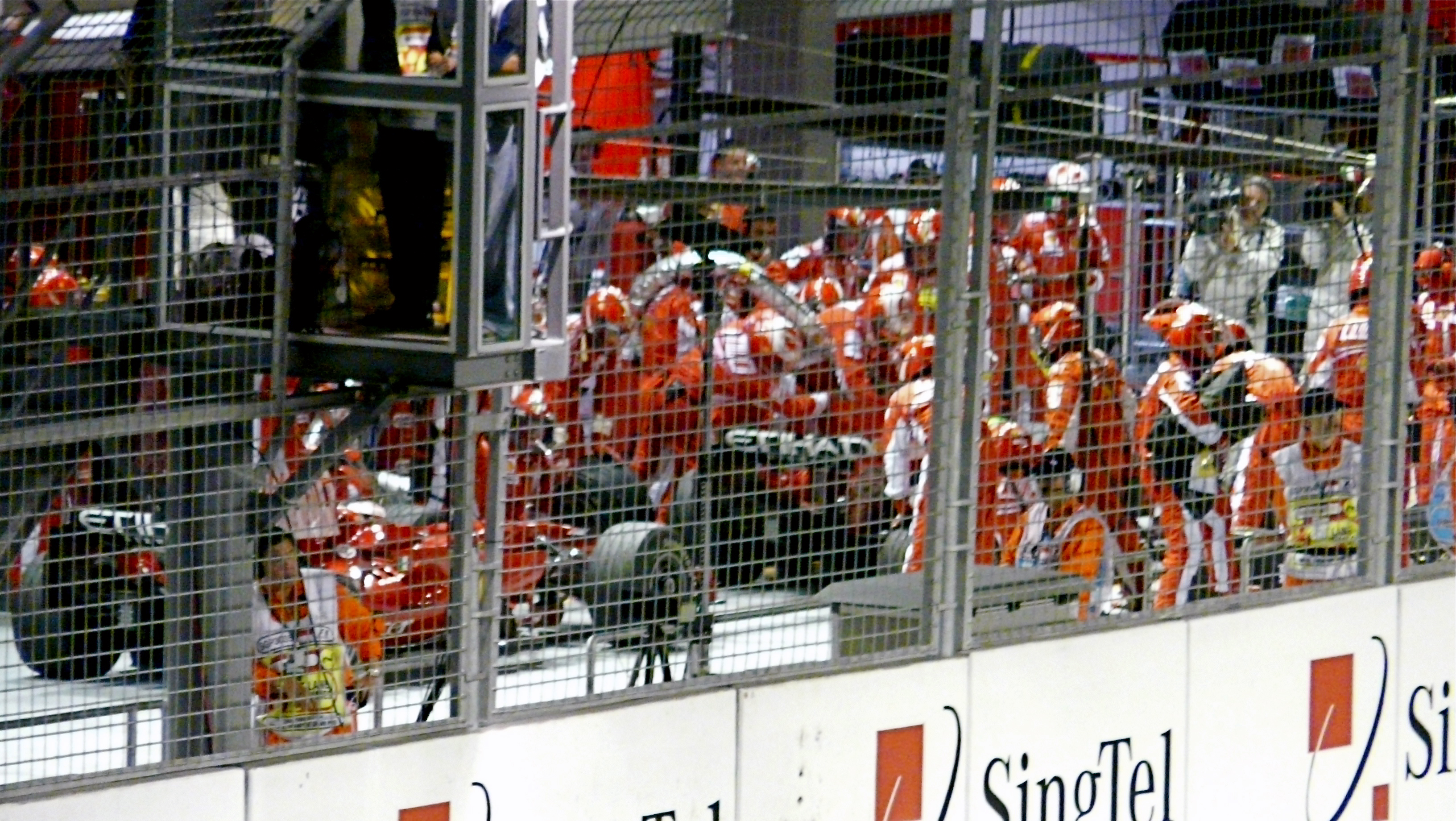
Massa beim verpatzten Boxenstopp

In der Aufwärmrunde kam es zu einem Dreher von Piquet jr., welcher aber seinen Startplatz einnehmen konnte. Fisichella musste derweil aus der Boxengasse starten. Nach seinem Unfall im ersten Teil der Qualifikation musste sein Wagen repariert werden, das Team verstieß dabei gegen die Parc-fermé-Regeln. Alonso und Rosberg starteten auf weichen Reifen, alle anderen Fahrer auf hart.

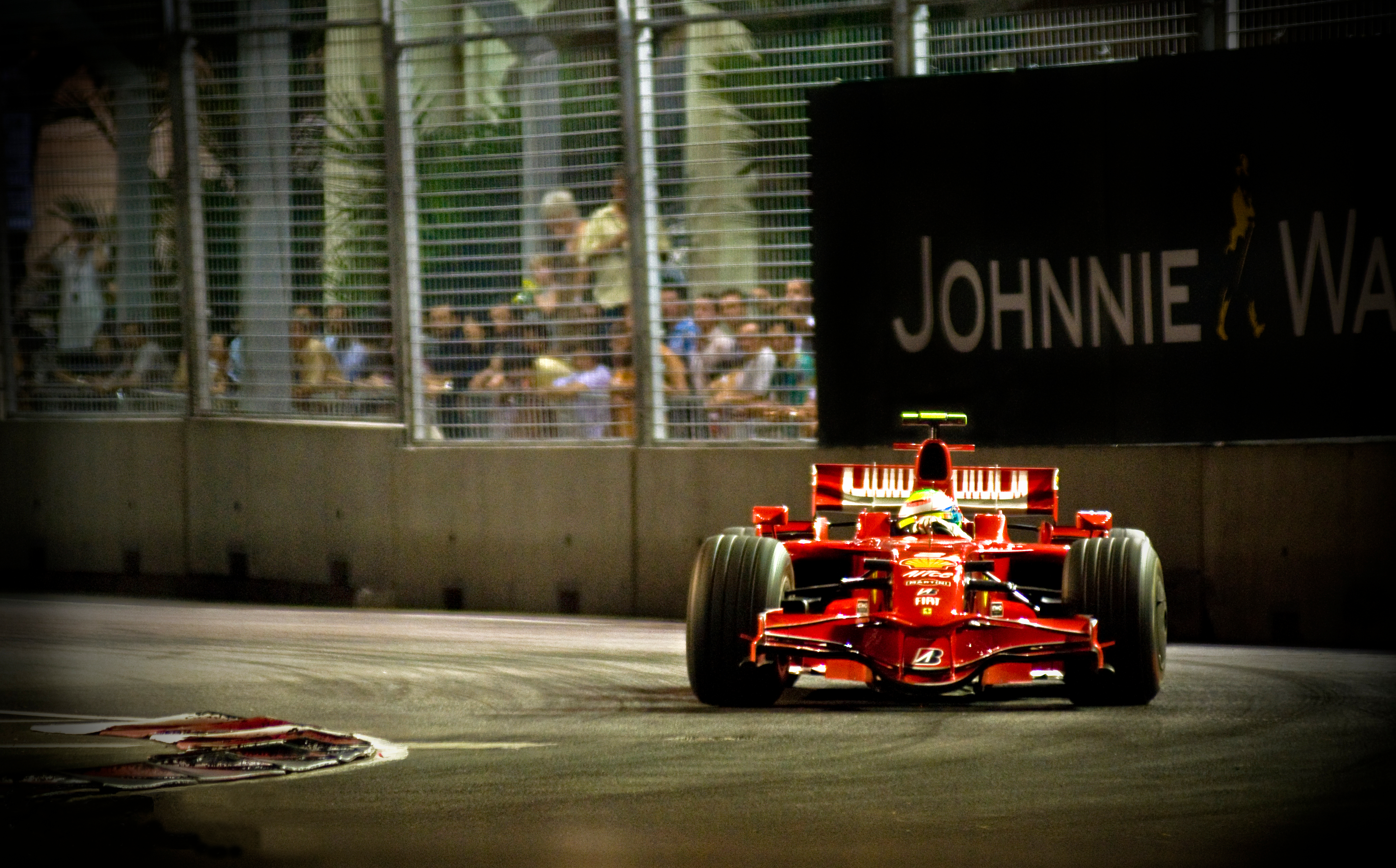
Felipe Massa während des Rennens

Zu Beginn kamen Massa, Meisterschaftsrivale Hamilton und Räikkönen alle sicher durch die erste Kurvensequenz und behielten ihre Positionen. In Kurve drei kam es zu einer Berührung zwischen Kubica und Heikki Kovalainen, wodurch Kovalainen zwei Plätze an Sebastian Vettel und Timo Glock verlor. Nick Heidfeld und Alonso schnitten die erste Kurve ab, bekamen aber keine Strafe. Massa begann, sich von Hamilton zu lösen, der wiederum Räikkönen hinter sich ließ. Trulli auf Platz neun hielt die hinter ihm Fahrenden zunächst auf, wurde dann aber in Runde vier von Rosberg spektakulär überholt und in der Folge auch von den anderen Fahrern. Dem führenden Massa gelang es bis zur zehnten Runde, rund drei Sekunden Vorsprung herauszufahren.
Alonso war der erste Fahrer, der zum Boxenstopp kam (Runde zwölf). Nach seinem Stopp lag er zunächst auf Platz 20. Zwei Runden später kam es zu einer Safety-Car-Phase. Alonsos Teamkollege Piquet jr. war in eine Mauer gekracht, nachdem er am Ausgang einer 90°-Linkskurve das Heck verloren hatte. Während einige Fahrer ihren Boxenstopp noch rechtzeitig absolvieren konnten, mussten Rosberg und Kubica nach der Schließung der Boxengasse zum Nachtanken an ihre Box, da beiden der Treibstoff ausging. Beide bekamen dafür jeweils eine Zehn-Sekunden-Zeitstrafe. Trotzdem lag Rosberg nach seinem Stopp zunächst in Führung und konnte deutlich Vorsprung gewinnen, da Trulli und Fisichella hinter ihm die schnelleren Fahrzeuge aufhielten.
Nach Freigabe der Boxengasse kamen beide Ferrari gleichzeitig an die Box. Massa verursachte einen Unfall durch zu frühes Losfahren. Er nahm den Tankschlauch mit und räumte seine halbe Crew ab. Ein Mechaniker wurde dabei so stark verletzt, dass er ins Medical Centre musste. Am Ende der Boxengasse blieb Massa stehen, und es wurde versucht, den Schlauch zu entfernen, der sich allerdings verkantet hatte. Es dauerte, bis der Schlauch gelöst werden konnte. Massa bekam zudem auch noch eine Durchfahrtsstrafe wegen unsicherer Fahrweise. Für Räikkönen wurde die Ersatztankanlage benutzt. Sein Boxenstopp verlief reibungslos. Barrichello blieb noch während der Safety-Car-Phase stehen mit Verdacht auf Benzinmangel, obwohl er zuvor an der Box gewesen war.
Am Ende von Runde 20 wurde das Rennen wieder freigegeben. Rosberg lag vor Trulli, Fisichella, Kubica und Alonso. In der 28. Runde kam Rosberg an die Box, um seine Strafe abzuleisten. Er fiel dadurch zurück auf Platz vier. Kubica fiel durch die Strafe noch weiter zurück. Mark Webber verlor durch einen Fahrfehler fünf Plätze und schied in Runde 29 mit technischem Defekt aus. Hamilton fuhr längere Zeit hinter David Coulthard, um vorrangig Punkte zu sichern.
Ein weiterer, vorgezogener Boxenstopp von Massa gegen Mitte des Rennens brachte nicht den erhofften Erfolg. Massa wurde von Kubica überholt und kam am Ende als 13. ins Ziel.

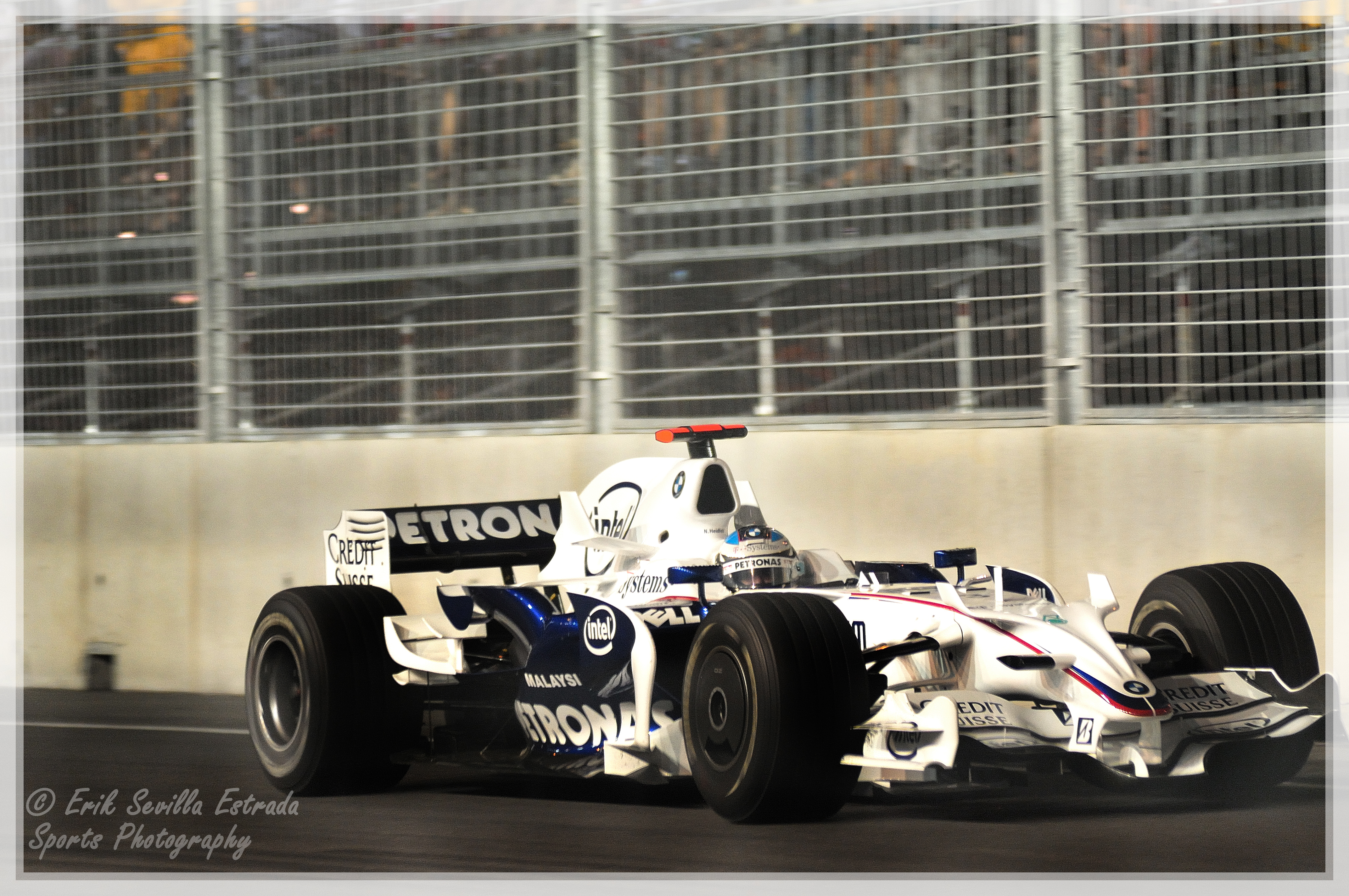
Nick Heidfeld während des Rennens

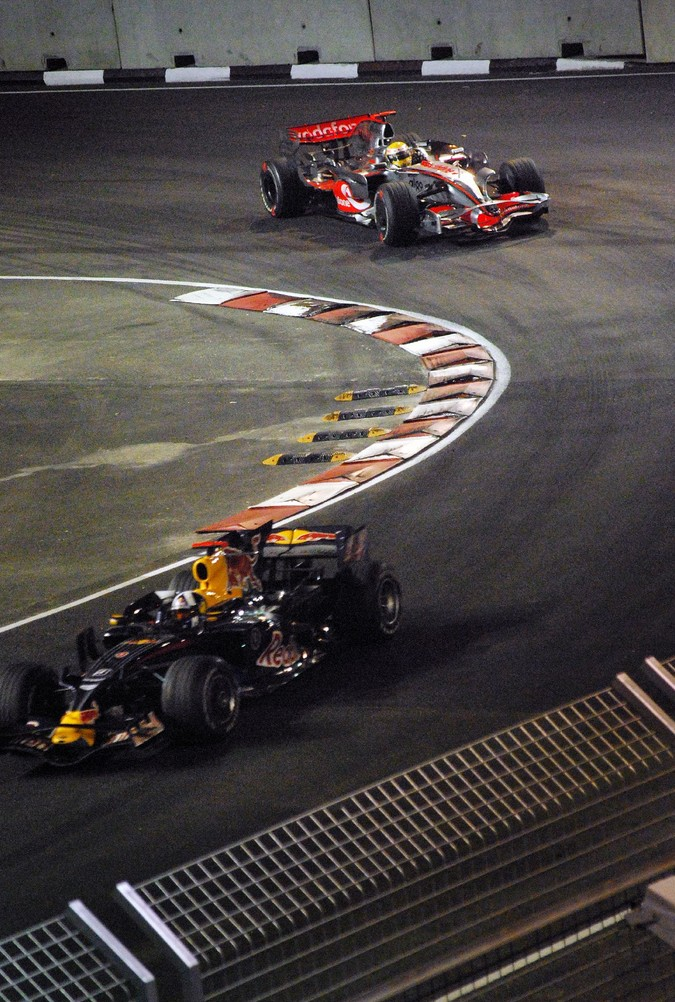
David Coulthard vor Lewis Hamilton

Trulli befand sich auf einer Einstoppstrategie. Nach seinem Stopp in Runde 33 übernahm Alonso die Führung. Es gelang ihm, seinen Vorsprung auszubauen, so dass er nach seinem letzten Stopp wieder als Führender auf die Strecke kam. Hamilton überholte in der 42. Runde Coulthard für den dritten Platz. Nach 45 Runden lag Alonso knapp über sechs Sekunden vor Glock und Rosberg mit weiteren elf Sekunden auf dem dritten Platz. Der Toyota-Fahrer kam zwei Runden später an die Box und kam als Fünfter zurück. Ein langsamer werdender Trulli irritierte Massa, der leicht anschlug. Als er wieder losfuhr, musste Adrian Sutil ausweichen und krachte in Runde 51 in die Mauer in der Unterführung. Es kam zu einer weiteren Safety-Car-Phase. Den Restart gewann Alonso, der sich nach zwei Runden bereits sechs Sekunden abgesetzt hatte. Er gewann das Rennen. Zum ersten Mal seit dem Großen Preis von Japan 2006 konnte Renault ein Rennen gewinnen. Für Alonso war es der erste Sieg seit dem Großen Preis von Italien 2007.
Zweiter wurde Rosberg vor Hamilton. Glock wurde Vierter, Vettel Fünfter, Heidfeld Sechster. Zum ersten Mal in der Formel-1-Geschichte landeten somit vier deutsche Fahrer in den Punkten. Die restlichen Punkteplatzierungen gingen an Coulthard und Kazuki Nakajima.

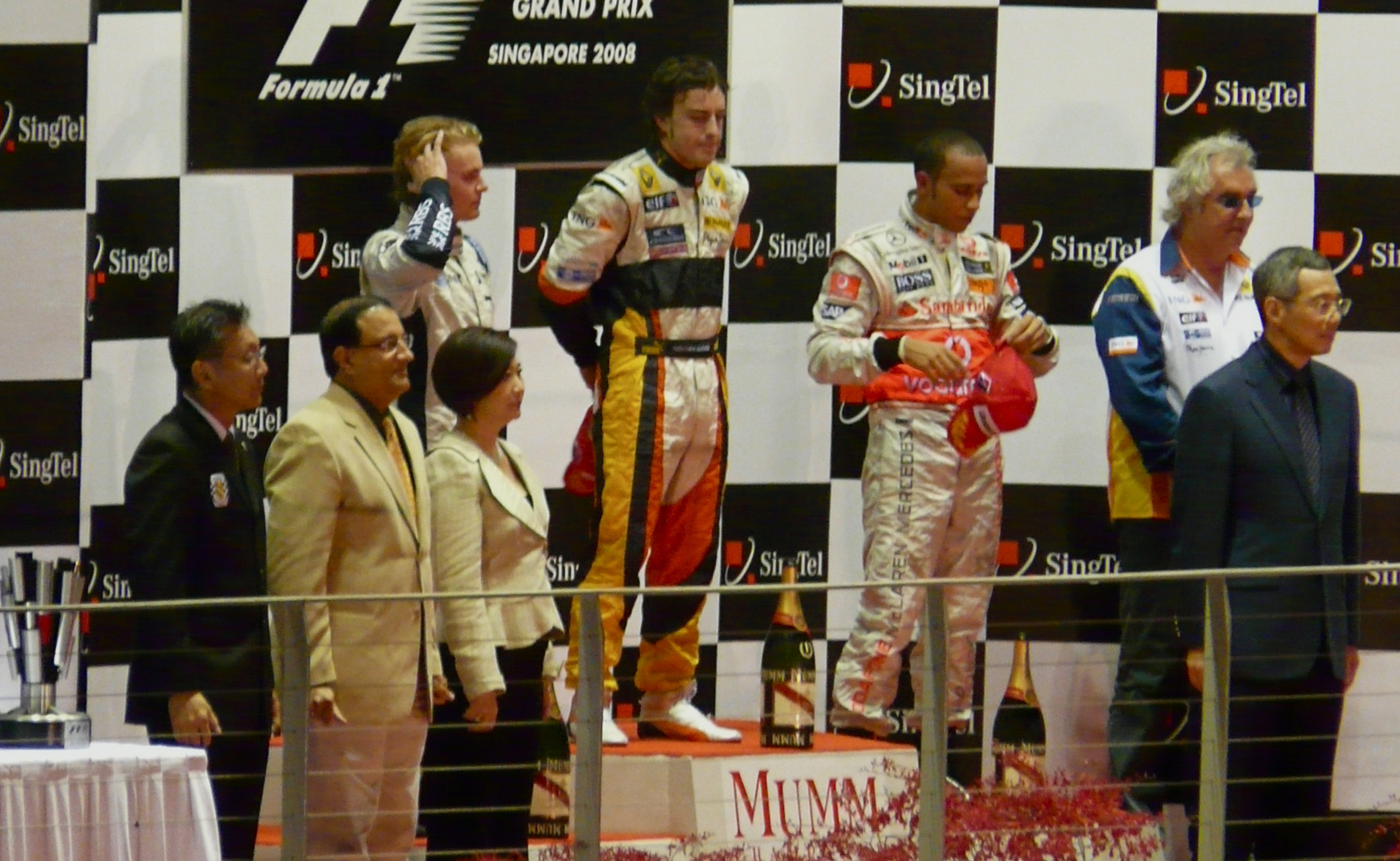
Das Podium mit Nico Rosberg, Fernando Alonso und Lewis Hamilton

Räikkönen schied auf Platz fünf liegend in Runde 57 aus, nachdem er in einer Schikane als Folge von Unkonzentriertheit die Kontrolle über sein Fahrzeug verloren hatte. Aufgrund der zurückgelegten Distanz wurde er dennoch als 15. gewertet. Räikkönen fuhr während des Rennens seine zehntschnellste Runde der Saison und stellte damit seinen eigenen Rekord ein, den er mit Michael Schumacher teilte. Heidfeld hingegen brach Schumachers Rekord und wurde zum 25. Rennen in Folge gewertet.
In der Fahrerwertung blieben die ersten drei Positionen unverändert. In der Konstrukteurswertung übernahm McLaren-Mercedes die Führung vor Ferrari und BMW Sauber. 

## Meldeliste
| Team                      | Nr. | Fahrer               | Chassis           | Motor                | Reifen |
| ------------------------- | --- | -------------------- | ----------------- | -------------------- | ------ |
| Scuderia Ferrari Marlboro | 01  | Kimi Räikkönen       | Ferrari F2008     | Ferrari 2.4 V8       | B      |
| Scuderia Ferrari Marlboro | 02  | Felipe Massa         | Ferrari F2008     | Ferrari 2.4 V8       | B      |
| BMW Sauber F1 Team        | 03  | Nick Heidfeld        | BMW Sauber F1.08  | BMW 2.4 V8           | B      |
| BMW Sauber F1 Team        | 04  | Robert Kubica        | BMW Sauber F1.08  | BMW 2.4 V8           | B      |
| ING Renault F1 Team       | 05  | Fernando Alonso      | Renault R28       | Renault 2.4 V8       | B      |
| ING Renault F1 Team       | 06  | Nelson Piquet jr.    | Renault R28       | Renault 2.4 V8       | B      |
| AT&T Williams             | 07  | Nico Rosberg         | Williams FW30     | Toyota 2.4 V8        | B      |
| AT&T Williams             | 08  | Kazuki Nakajima      | Williams FW30     | Toyota 2.4 V8        | B      |
| Red Bull Racing           | 09  | ! David Coulthard    | Red Bull RB4      | Renault 2.4 V8       | B      |
| Red Bull Racing           | 10  | Mark Webber          | Red Bull RB4      | Renault 2.4 V8       | B      |
| Panasonic Toyota Racing   | 11  | Jarno Trulli         | Toyota TF108      | Toyota 2.4 V8        | B      |
| Panasonic Toyota Racing   | 12  | Timo Glock           | Toyota TF108      | Toyota 2.4 V8        | B      |
| Scuderia Toro Rosso       | 14  | Sébastien Bourdais   | Toro Rosso STR2B  | Ferrari 2.4 V8       | B      |
| Scuderia Toro Rosso       | 15  | Sebastian Vettel     | Toro Rosso STR2B  | Ferrari 2.4 V8       | B      |
| Honda Racing F1 Team      | 16  | Jenson Button        | Honda RA108       | Honda 2.4 V8         | B      |
| Honda Racing F1 Team      | 17  | Rubens Barrichello   | Honda RA108       | Honda 2.4 V8         | B      |
| Force India F1 Team       | 20  | Adrian Sutil         | Force India VJM01 | Ferrari 2.4 V8       | B      |
| Force India F1 Team       | 21  | Giancarlo Fisichella | Force India VJM01 | Ferrari 2.4 V8       | B      |
| Vodafone McLaren Mercedes | 22  | Lewis Hamilton       | McLaren MP4-23    | Mercedes-Benz 2.4 V8 | B      |
| Vodafone McLaren Mercedes | 23  | Heikki Kovalainen    | McLaren MP4-23    | Mercedes-Benz 2.4 V8 | B      |

Anmerkungen
1. ↑  McLaren-Mercedes fiel aufgrund einer Strafe infolge der Spionage-Affäre automatisch auf die letzte Position in der Teamrangliste

## Klassifikationen

### Qualifying
| Pos. | Fahrer               | Konstrukteur        | Q1         | Q2       | Q3       | Start |
| ---- | -------------------- | ------------------- | ---------- | -------- | -------- | ----- |
| 01   | Felipe Massa         | Ferrari             | 1:44,519   | 1:44,014 | 1:44,801 | 01    |
| 02   | Lewis Hamilton       | McLaren-Mercedes    | 1:44,501   | 1:44,932 | 1:45,465 | 02    |
| 03   | Kimi Räikkönen       | Ferrari             | 1:44,282   | 1:44,232 | 1:45:617 | 03    |
| 04   | Robert Kubica        | BMW Sauber          | 1:44,740   | 1:44,519 | 1:45,779 | 04    |
| 05   | Heikki Kovalainen    | McLaren-Mercedes    | 1:44,311   | 1:44,207 | 1:45,873 | 05    |
| 06   | Nick Heidfeld        | BMW Sauber          | 1:45,548   | 1:44,520 | 1:45,964 | 09    |
| 07   | Sebastian Vettel     | Toro Rosso-Ferrari  | 1:45,042   | 1:44,261 | 1:46,244 | 06    |
| 08   | Timo Glock           | Toyota              | 1:45,184   | 1:44,441 | 1:46,328 | 07    |
| 09   | Nico Rosberg         | Williams-Toyota     | 1:45,103   | 1:44,429 | 1:46,611 | 08    |
| 10   | Kazuki Nakajima      | Williams-Toyota     | 1:45,127   | 1:44,826 | 1:47,547 | 10    |
| 11   | Jarno Trulli         | Toyota              | 1:45,642   | 1:45,038 | –        | 11    |
| 12   | Jenson Button        | Honda               | 1:45,660   | 1:45,133 | –        | 12    |
| 13   | Mark Webber          | Red Bull-Renault    | 1:45,493   | 1:45,212 | –        | 13    |
| 14   | David Coulthard      | Red Bull-Renault    | 1:46,028   | 1:45,298 | –        | 14    |
| 15   | Fernando Alonso      | Renault             | 1:44,971   | –        | –        | 15    |
| 16   | Nelson Piquet jr.    | Renault             | 1:46,037   | –        | –        | 16    |
| 17   | Sébastien Bourdais   | Toro Rosso-Ferrari  | 1:46,389   | –        | –        | 17    |
| 18   | Rubens Barrichello   | Honda               | 1:46,583   | –        | –        | 18    |
| 19   | Adrian Sutil         | Force India-Ferrari | 1:47,940   | –        | –        | 19    |
| 20   | Giancarlo Fisichella | Force India-Ferrari | keine Zeit | –        | –        | Box   |

Anmerkungen
1. ↑  Heidfeld wurde wegen Behinderung von Barrichello um drei Plätze zurückversetzt.
2. ↑  Fisichella wurde erlaubt zu starten, da er im freien Training ausreichend schnell gefahren war.
3. ↑  Fisichella musste aus der Boxengasse starten, da an seinem Wagen Teile getauscht wurde, als er unter Parc-fermé-Bedingungen stand.

### Rennen
| Pos. | Fahrer               | Konstrukteur        | Runden | Stopps | Zeit        | Start | Schnellste Runde |
| ---- | -------------------- | ------------------- | ------ | ------ | ----------- | ----- | ---------------- |
| 01   | Fernando Alonso      | Renault             | 61     | 2      | 1:57:16,304 | 15    | 1:45,768 (55.)   |
| 02   | Nico Rosberg         | Williams-Toyota     | 61     | 3      | + 2,957     | 08    | 1:46,454 (39.)   |
| 03   | Lewis Hamilton       | McLaren-Mercedes    | 61     | 2      | + 5,917     | 02    | 1:46,072 (55.)   |
| 04   | Timo Glock           | Toyota              | 61     | 2      | + 8,155     | 07    | 1:47,044 (50.)   |
| 05   | Sebastian Vettel     | Toro Rosso-Ferrari  | 61     | 2      | + 10,268    | 06    | 1:47,271 (13.)   |
| 06   | Nick Heidfeld        | BMW Sauber          | 61     | 2      | + 11,101    | 09    | 1:47,306 (14.)   |
| 07   | David Coulthard      | Red Bull-Renault    | 61     | 2      | + 16,387    | 14    | 1:47,562 (41.)   |
| 08   | Kazuki Nakajima      | Williams-Toyota     | 61     | 2      | + 18,489    | 10    | 1:47,287 (13.)   |
| 09   | Jenson Button        | Honda               | 61     | 2      | + 19,885    | 12    | 1:48,128 (61.)   |
| 10   | Heikki Kovalainen    | McLaren-Mercedes    | 61     | 2      | + 26,902    | 05    | 1:47,337 (14.)   |
| 11   | Robert Kubica        | BMW Sauber          | 61     | 3      | + 27,975    | 04    | 1:46,899 (14.)   |
| 12   | Sébastien Bourdais   | Toro Rosso-Ferrari  | 61     | 2      | + 29,432    | 17    | 1:47,820 (29.)   |
| 13   | Felipe Massa         | Ferrari             | 61     | 3      | + 35,170    | 01    | 1:45,757 (13.)   |
| 14   | Giancarlo Fisichella | Force India-Ferrari | 61     | 1      | + 43,571    | Box   | 1:49,101 (28.)   |
| 15   | Kimi Räikkönen       | Ferrari             | 57     | 2      | DNF         | 03    | 1:45,599 (14.)   |
| –    | Jarno Trulli         | Toyota              | 50     | 1      | DNF         | 11    | 1:46,972 (32.)   |
| –    | Adrian Sutil         | Force India-Ferrari | 49     | 2      | DNF         | 19    | 1:49,270 (38.)   |
| –    | Mark Webber          | Red Bull-Renault    | 29     | 1      | DNF         | 13    | 1:49,183 (61.)   |
| –    | Rubens Barrichello   | Honda               | 14     | 1      | DNF         | 18    | 1:50,320 (13.)   |
| –    | Nelson Piquet jr.    | Renault             | 13     | 0      | DNF         | 16    | 1:50,449 (13.)   |

## WM-Stände nach dem Rennen
Die ersten acht des Rennens bekamen 10, 8, 6, 5, 4, 3, 2 bzw. 1 Punkt(e).

### Fahrerwertung
| Pos. | Fahrer            | Konstrukteur       | Punkte |
| ---- | ----------------- | ------------------ | ------ |
| 01   | Lewis Hamilton    | McLaren-Mercedes   | 84     |
| 02   | Felipe Massa      | Ferrari            | 77     |
| 03   | Robert Kubica     | BMW Sauber         | 64     |
| 04   | Kimi Räikkönen    | Ferrari            | 57     |
| 05   | Nick Heidfeld     | BMW Sauber         | 56     |
| 06   | Heikki Kovalainen | McLaren-Mercedes   | 51     |
| 07   | Fernando Alonso   | Renault            | 38     |
| 08   | Sebastian Vettel  | Toro Rosso-Ferrari | 27     |
| 09   | Jarno Trulli      | Toyota             | 26     |
| 11   | Timo Glock        | Toyota             | 20     |
| 10   | Mark Webber       | Red Bull-Renault   | 20     |

| Pos. | Fahrer               | Konstrukteur        | Punkte |
| ---- | -------------------- | ------------------- | ------ |
| 13   | Nico Rosberg         | Williams-Toyota     | 17     |
| 12   | Nelson Piquet jr.    | Renault             | 13     |
| 14   | Rubens Barrichello   | Honda               | 11     |
| 15   | Kazuki Nakajima      | Williams-Toyota     | 9      |
| 16   | David Coulthard      | Red Bull-Renault    | 8      |
| 17   | Sébastien Bourdais   | Toro Rosso-Ferrari  | 4      |
| 18   | Jenson Button        | Honda               | 3      |
| 19   | Giancarlo Fisichella | Force India-Ferrari | 0      |
| 20   | Adrian Sutil         | Force India-Ferrari | 0      |
| 21   | Takuma Satō          | Super Aguri-Honda   | 0      |
| 22   | Anthony Davidson     | Super Aguri-Honda   | 0      |

### Konstrukteurswertung
| Pos. | Konstrukteur       | Punkte |
| ---- | ------------------ | ------ |
| 01   | McLaren-Mercedes   | 135    |
| 02   | Ferrari            | 134    |
| 03   | BMW Sauber         | 120    |
| 04   | Renault            | 51     |
| 05   | Toyota             | 46     |
| 06   | Toro Rosso-Ferrari | 31     |

| Pos. | Konstrukteur        | Punkte |
| ---- | ------------------- | ------ |
| 07   | Red Bull-Renault    | 28     |
| 08   | Williams-Toyota     | 26     |
| 09   | Honda               | 14     |
| 10   | Force India-Ferrari | 0      |
| 11   | Super Aguri-Honda   | 0      |

## „Crashgate-Affäre“
Die durch den Unfall seines Teamkollegen Piquet jr. ausgelöste Safety-Car-Phase hatte Alonso letztlich zum Sieg verholfen. Piquet jr. sprach von einem Fahrfehler, Teammanager Flavio Briatore und Technikchef Pat Symonds von einem glücklichen Zufall.
Mitten in der Saison 2009 entließ Renault Piquet jr. wegen enttäuschender Leistungen und ersetzte ihn durch Romain Grosjean. Am 30. Juli äußerte sich Piquet jr. gegenüber der FIA, sein Unfall sei fingiert gewesen, auf Anweisung von Briatore und Symonds. Als am 30. August ein entsprechender Bericht im brasilianischen Fernsehen auftauchte, leitete die FIA Untersuchungen ein. Am 21. September kam es zu einer Anhörung. Nachdem Renault zunächst jede Schuld abgestritten hatte, gab das Team am 16. September bekannt, die Vorwürfe nicht anzufechten. Briatore und Symonds verließen das Team. Beide wurden von der FIA zu Sperren verurteilt: Briatore auf unbestimmte Zeit, Symonds für fünf Jahre. Piquet jr. blieb straffrei, da er als Kronzeuge galt, ebenso Alonso, bei dem man davon ausging, dass er von den Manipulationen nichts gewusst hatte. Er durfte seinen Sieg behalten. Gegen Renault wurde eine zweijährige Bewährungsstrafe verhängt, die bei einem erneuten Vorfall zum Ausschluss aus der Formel 1 geführt hätte. Das Team verlor durch die Affäre seine beiden Hauptsponsoren.
Am 19. Oktober ging Briatore rechtlich gegen die FIA vor. Er warf ihr ein Fehlurteil vor, dass es Formfehler gegeben habe und er keinen Zugang zu Unterlagen und dem „Zeugen X“ gehabt habe. Das Oberste Französische Gericht hob am 5. Januar 2010 die Sperren von Briatore und Symonds wegen mangelnder Beweislage auf. Briatore erhielt eine Entschädigung von 15.000 Euro, Symonds 5.000 Euro. Es kam zu einer Einigung zwischen der FIA, Briatore und Symonds, sie willigten ein, bis 2013 nicht mehr in der Formel 1 oder anderen FIA-Serien tätig zu sein. Briatore kehrte der Formel 1 zunächst den Rücken, Symonds wurde ab 2013 bis 2016 Technikchef bei Williams. 2024 kehrte Briatore in die Formel 1 zurück und nahm eine Stelle als Berater bei Alpine (Nachfolgeteam von Renault) an.
Wegen des bewusst herbeigeführten Unfalls, wodurch Massa entscheidende Punkte im Weltmeisterschaftswettbewerb fehlten, reichte Massa im Jahr 2024 Klage gegen den Automobilweltverband FIA, WM-Rechteinhaber Formula One Management (FOM) und Bernie Ecclestone, dem im Jahr 2008 Geschäftsführenden der FOM, bei einem britischen Gericht, ein. Massa fordert die nachträgliche Anerkennung als Weltmeister jenes Jahres und Schadensersatz.